# Hedda (próxima película)
Hedda es una próxima película de dramática estadounidense escrita y dirigida por Nia DaCosta, basada en la obra Hedda Gabler de Henrik Ibsen.

## Reparto
- Tessa Thompson como Hedda Gabler
- Imogen Poots
- Tom Bateman
- Nina Hoss
- Nicholas Pinnock
- Finbar Lynch
- Mirren Mack
- Jamael Westman
- Hocking de azafrán

## Producción
En julio de 2022 se anunció que Nia DaCosta estaba escribiendo y dirigiendo una reinvención de la obra de Henrik Ibsen .  En abril de 2023, Tessa Thompson fue elegida para protagonizar la película y también actuará como productora.  En junio, se agregaron al elenco Eve Hewson, Callum Turner, Nina Hoss y Nicholas Pinnock .    En enero de 2024, Imogen Poots, Tom Bateman, Finbar Lynch, Mirren Mack, Jamael Westman y Saffron Hocking se unieron al elenco de la película. 
La preproducción comenzó en noviembre de 2023 y DaCosta dejó The Marvels durante su fase de posproducción para comenzar a trabajar en la película.  La fotografía principal comenzó en el Reino Unido en enero de 2024. 